# Bolehošť
Bolehošť (německy Bolehoscht) je obec, která leží v nížinné části okresu Rychnov nad Kněžnou v Královéhradeckém kraji, na úpatí Orlických hor. Dělí se na tři části – Bolehošť, Bolehošťskou Lhotu a Lipiny. Obklopena je ze tří stran lesy a na východ od obce se rovinatý povrch mění v pahorkatinu vrcholící v Orlických horách. Žije zde 619 obyvatel.

## Historie

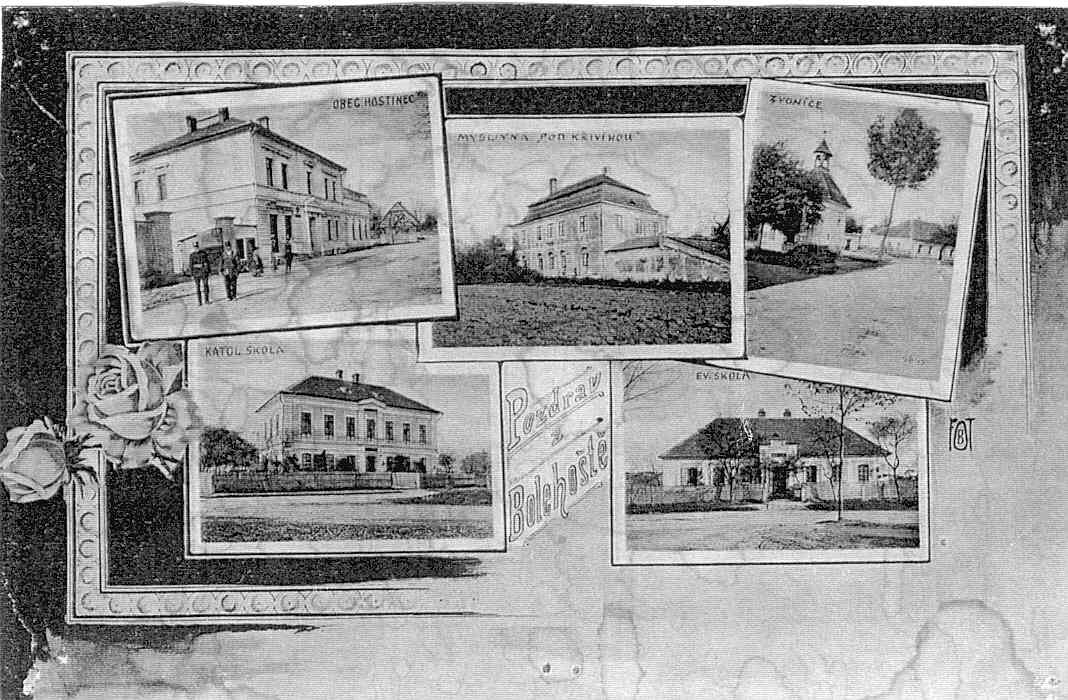
Historická pohlednice

Obec má rozsáhlou historii, kde se měnili i majitelé. Byly zde vybudovány dvě tvrze. Stará tvrz byla dobyta a rozbořena ve 14. století. Po rozboření staré verze byla vybudována nová tvrz, jejíž část základů se dochovala až do začátku 19. století. Jednou z významných dominant byla výstavba loveckého zámečku za Jeronýma Colloreda nad Bolehošťskou Lhotou.
O obci Bolehošť a Bolehošťská Lhota je první zachovalá písemná zmínka z roku 1394, i když historicky je pravděpodobné, že tyto osady vznikly v dřívější době. Osada Lipiny byla založena v roce 1709. Nejstarší zachovalou památkou obce je zvon odlitý v roce 1644 v Hradci Králové. Další historickou památkou na plochém návrší nad Bolehošťskou Lhotou je lovecký zámek z roku 1700 vystavěný Jeronýmem Colloredem.
V době pobělohorské odešlo z tohoto území mnoho rodin do exilu. Prokazatelná fakta jsou uvedena na stránce Bolehošťská Lhota.

## Krajina a zemědělství
Významnou a charakteristickou plodinou pro místní zemědělství je pěstování zelí a jeho zpracování na kysané zelí. Pěstují se zde ale i další plodiny podle druhu zeminy. V dřívějších dobách byla obec obklopena močály a mokřinami, dokladem toho byla i řada rybníků v obci. Půda je zde velmi rozmanitá od černozemě, na níž se právě pěstuje zelí, až po chudé půdy písčité a jílovité. V 19. a 20. století se zde dobývala i zásaditá slatina (rašelina), těžil se zde i travertin. To byla sypká luční křída, která sloužila jako náhrada za strojená hnojiva. U obce je také opukový lom, který poskytoval stavební kámen a těžil se zde i bílý štukový písek.
Poblíž obce se také nachází přírodní rezervace Chropotínský háj. Ten tvoří smíšený les s bohatým bylinným podrostem, který je typickým přirozeným listnatým lesem. Rezervace o rozloze 18,7 ha se nachází severozápadně od obce, vyhlášena byla v roce 1955. Předmětem ochrany je zbytek lužního lesa s bohatou vegetací. Lužní dubové porosty mají bohaté keřové a bylinné patro, převážná většina porostů (přes 90 %) se svým složením blíží přirozenému stavu. Jednotlivě zde rostou i mohutné staré duby. V rezervaci rostou vzácné rostliny jako např. pižmovka mošusová (Adoxa moschatellina), česnek ořešec (Allium scorodoprasum), sasanka hajní (Anemonoides nemorosa) a sasanka pryskyřníkovitá (A. ranunculoides), áron plamatý (Arum maculatum), lýkovec jedovatý (Daphne mezereum), svízel Schultesův (Galium schultesii), jaterník trojlaločný (Hepatica nobilis), kosatec žlutý (Iris pseudacorus), zapalice žluťuchovitá (Isopyrum thalictroides) a další. V háji se nachází též uznaná bažantnice, proto sem nelze vstupovat celoročně.

## Aktivity

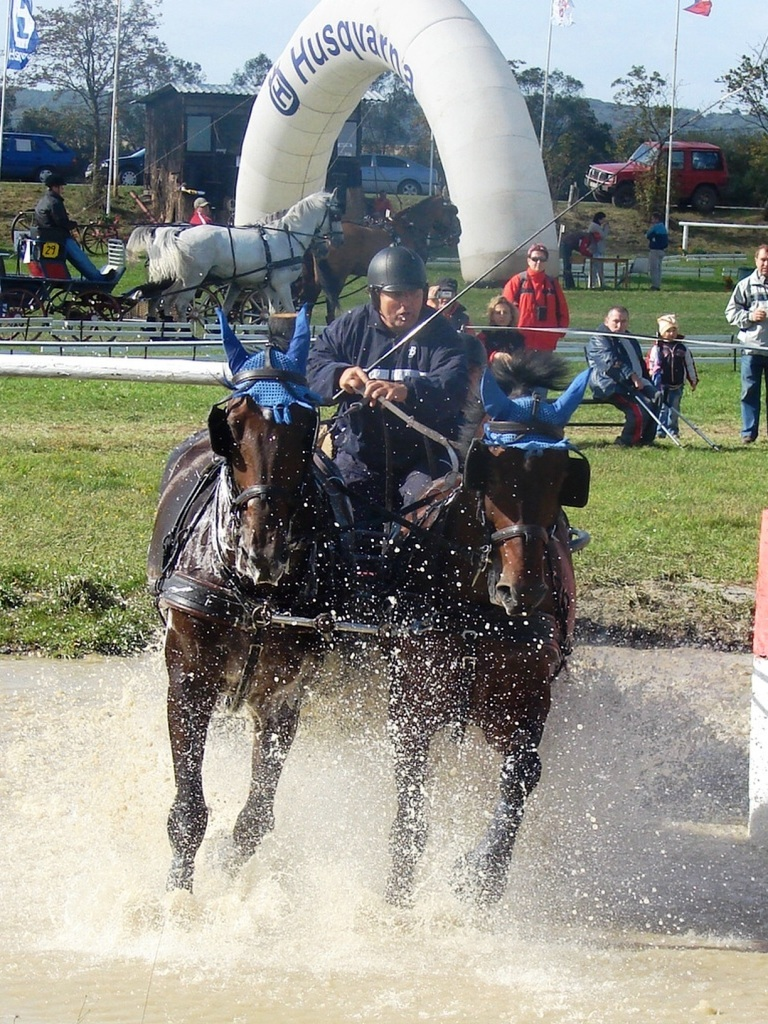
Závody ve spřežení koní

Obec nabízí svým obyvatelům i návštěvníkům nejen udržované a čisté prostředí, ale také kulturní a sportovní vyžití. Název obce vstoupil do paměti mnoha návštěvníkům každoročních závodů koňských spřežení, které se zde konají více než 15 let, pravidelně v září. Obec je protkána několika cyklistickými stezkami, po nichž se lze dostat např. do Třebechovic pod Orebem, Hradce Králové, Týniště n. O., Opočna, Jaroměře, případně do Orlických hor. Bolehošť je také součástí mikroregionů Poorlicko a Vrcha. Během návštěvy obce lze využít např. letní zahrádky obecního hostince nebo si lze odpočinout v malém parčíku uprostřed obce, kde je i turistický altánek s mapami a kamennou Zvoničkou.

## Zajímavá místa
- Lovecký zámek z roku 1700 vystavěný Jeronýmem Colloredem.
- Kamenná zvonička se šindelovou střechou byla postavena v roce 2004 k výročí 610 let od první zmínky o obci. Její tvar byl převzat z dochovaných historických nákresů a razítek obce. Do Zvoničky byl umístěn historický zvon, který byl odlit již v roce 1644, zvonařem Martinem Exnerem v Hradci Králové.
- Křesťanské křížky v Bolehošti a v Bolehošťské Lhotě.

## Doprava
- Železniční trať Týniště nad Orlicí – Meziměstí se stanicí Bolehošť (zastavují zde všechny vlaky)

## Části obce
- Bolehošť
- Bolehošťská Lhota
- Lipiny

## Galerie

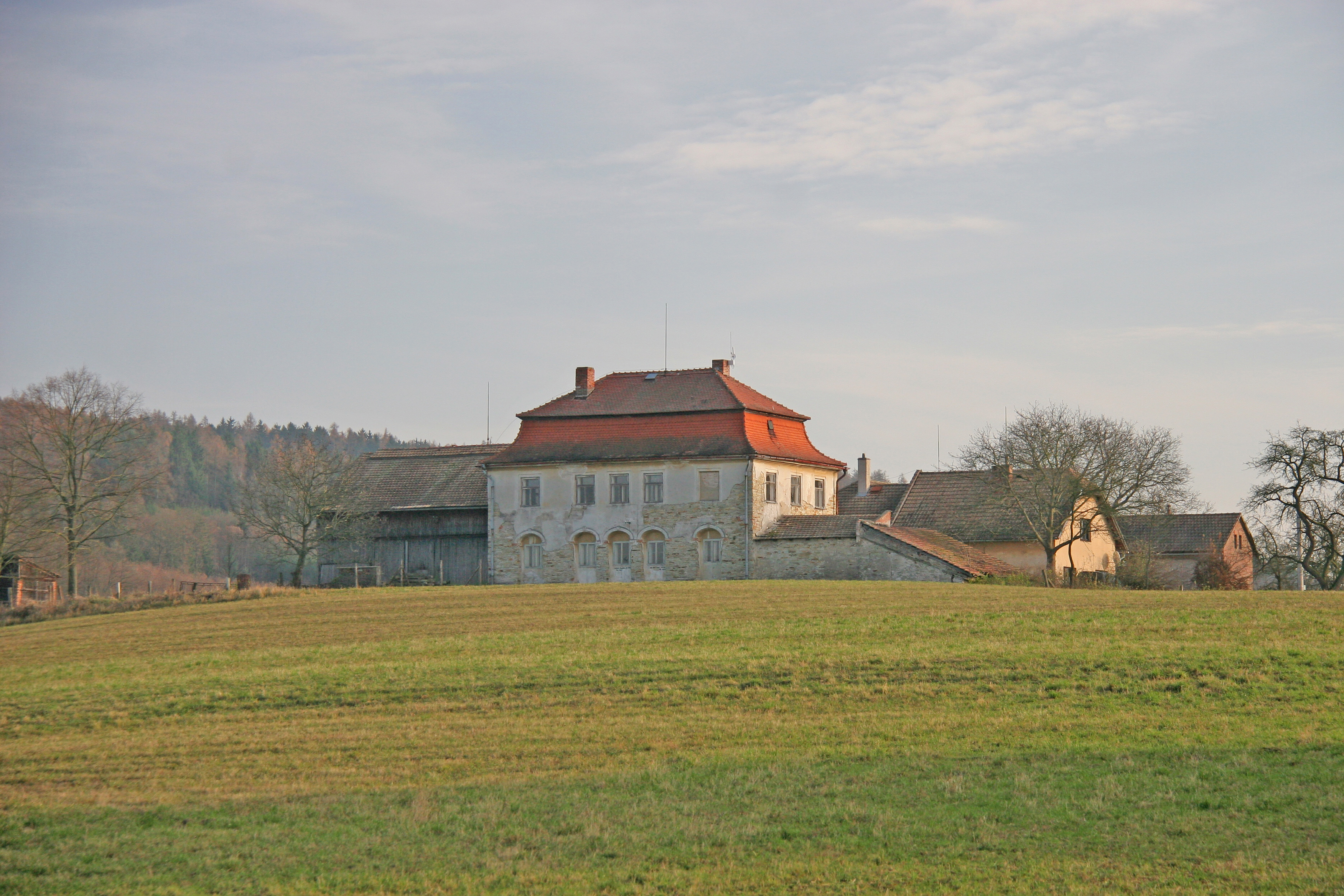
Lovecký zámeček
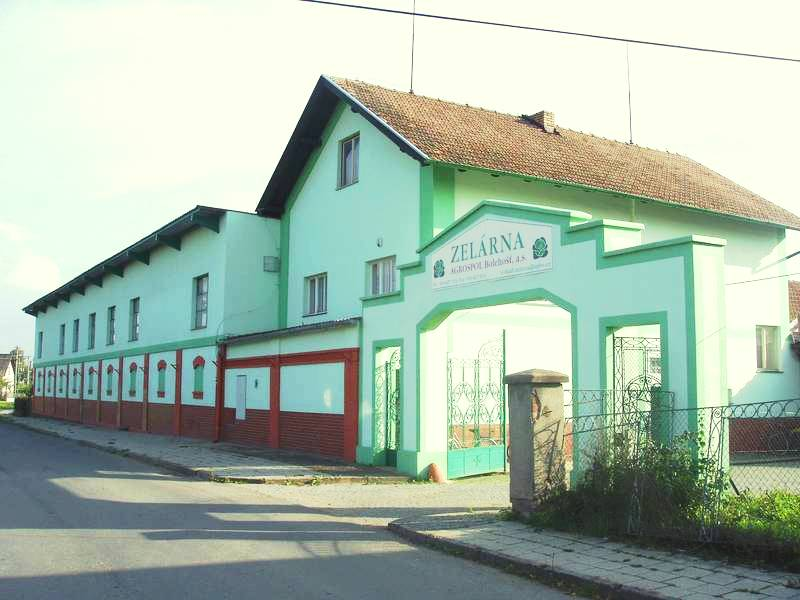
Bolehošťská Zelárna
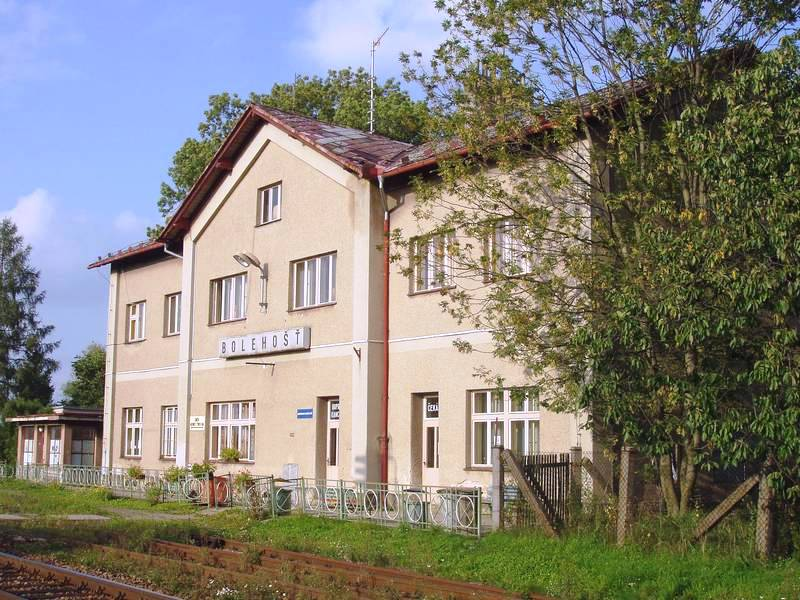
Vlakové nádraží
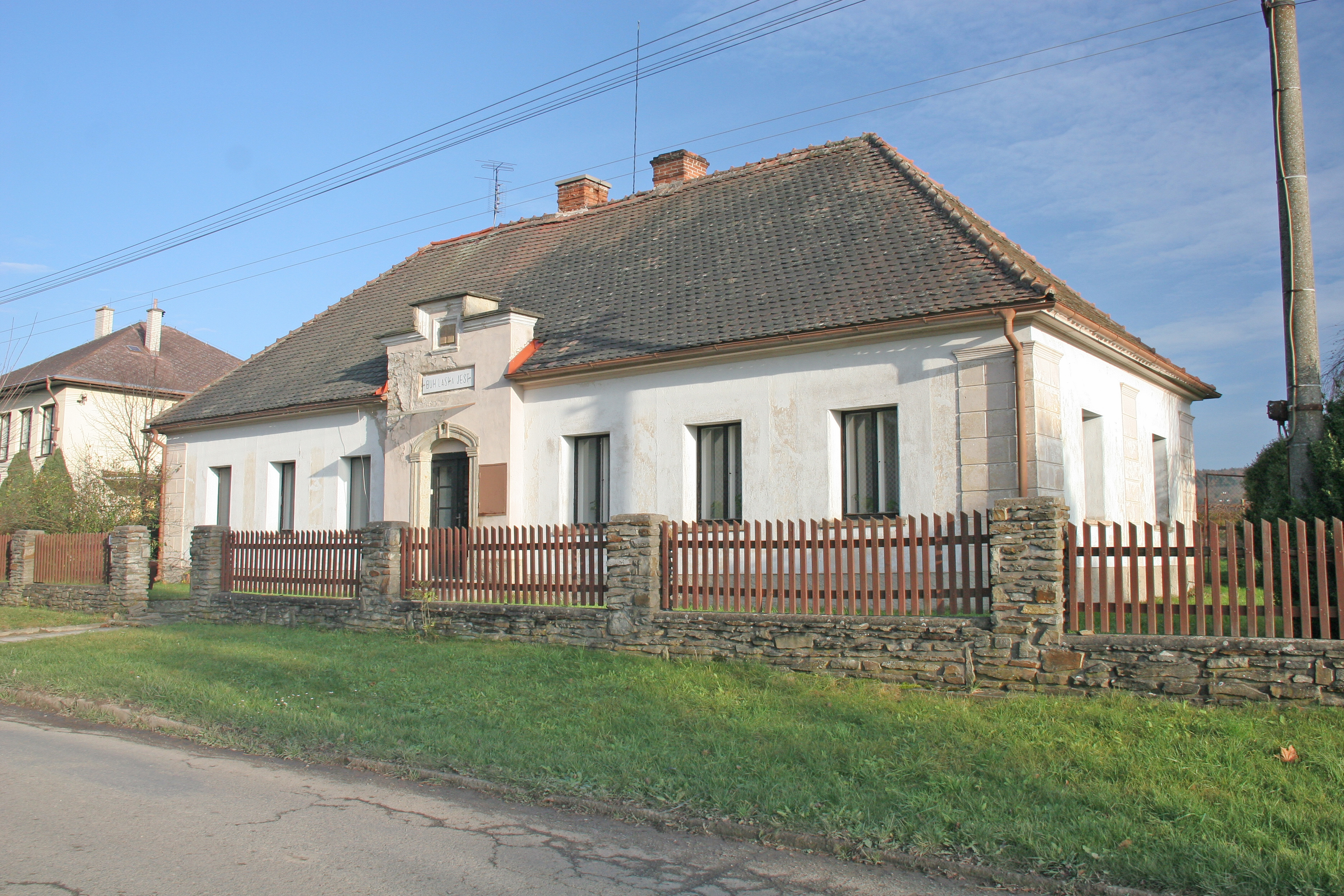
Bývalá evangelická škola
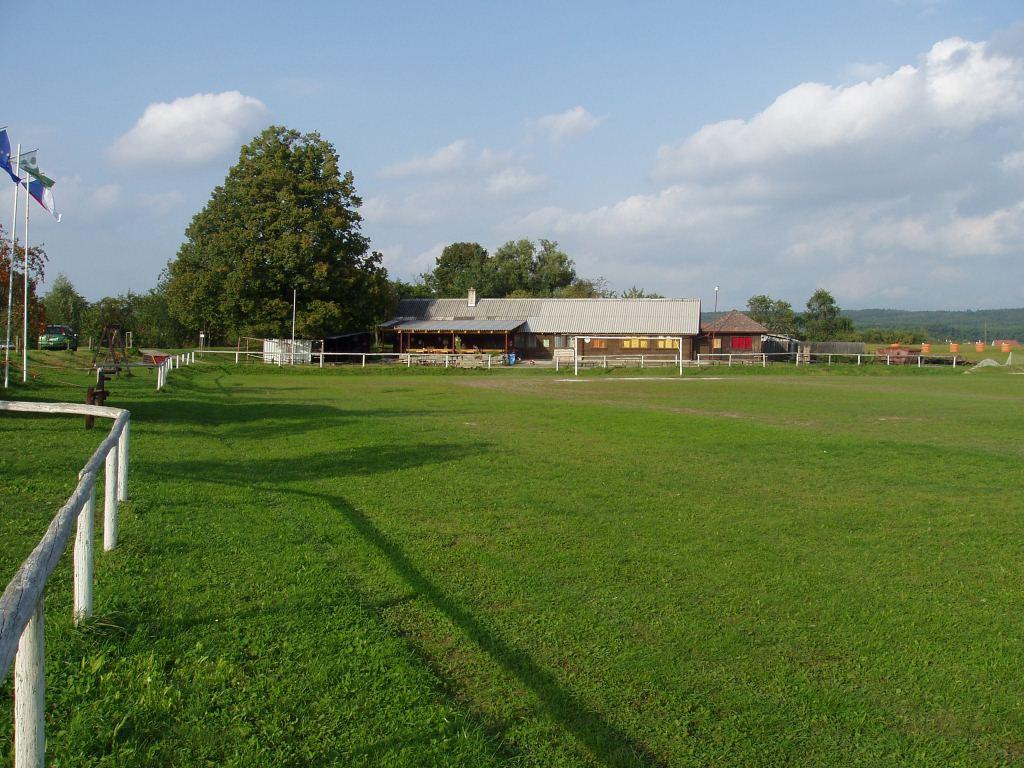
Hřiště a klubovna SK Sokol Lipiny
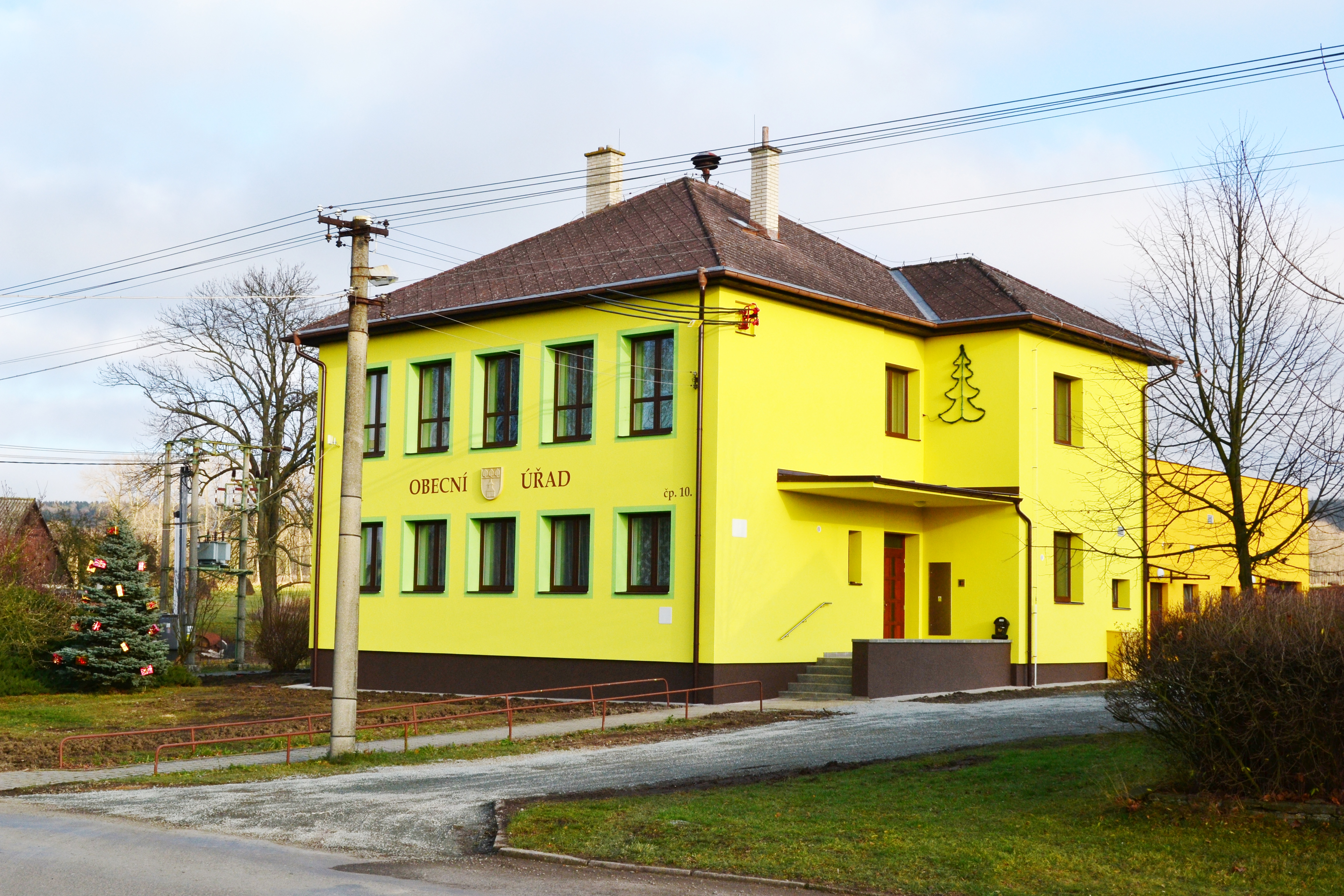
Budova Obecního úřadu, Obecní knihovny a Hasičské zbrojnice
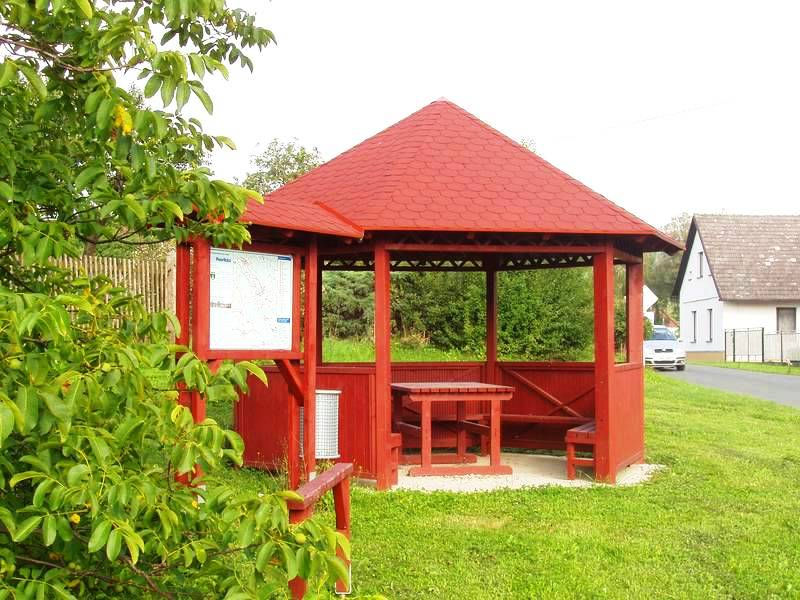
Turistický altánek